# Los cinco tathagatas

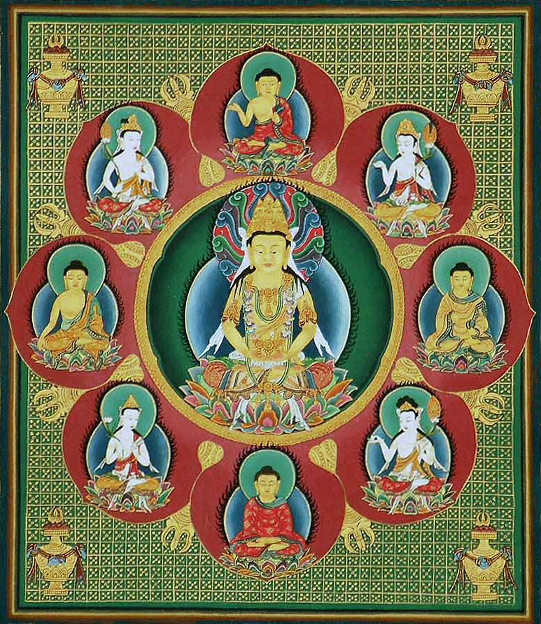
Tapiz con una pintura de los Budas

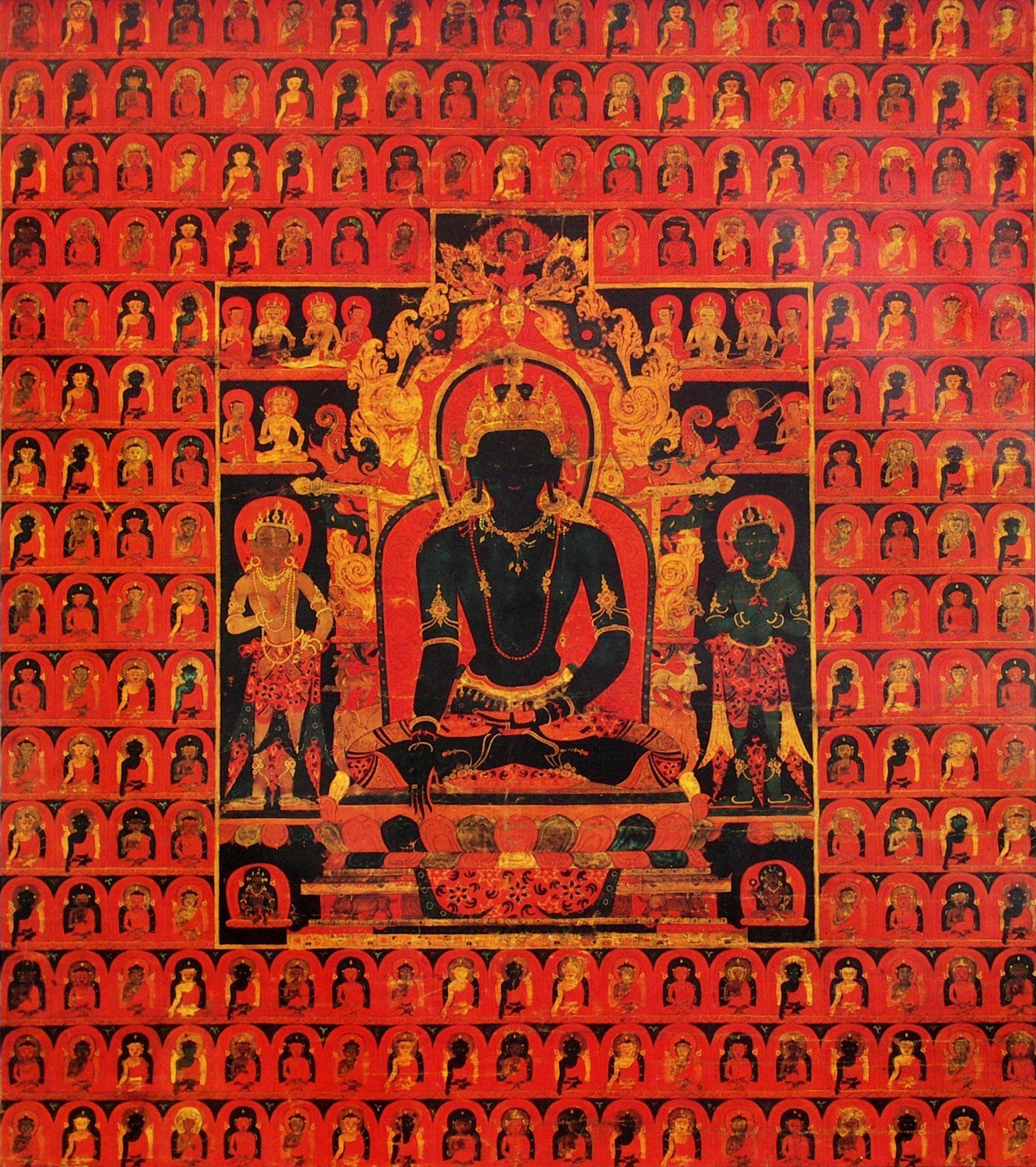
'Los Dhyani Buddha Akshobhia ', thangka tibetano, de finales del, Museo de Arte de Honolulu. El fondo está compuesto de múltiples imágenes de los Cinco Budas.

Los cinco tathāgatas (pañcatathāgata) o cinco tathāgatas de la sabiduría (chino: 五智如来; pinyin: Wǔzhì Rúlái), los cinco grandes budas y los cinco jinas (del sánscrito "conquistador" o "vencedor"), sus nombres son; Dhyani-buddha "Vairochana", "Amoghasiddhi", "Amidda o Amitābha", "Vajrasattwa" y "Ratnasambhava" son emanaciones y representaciones de las cinco cualidades del Adi-Buddha (Buddha Primordial) Vajradhara o Dorje Chan, que se asocia con el Dharmakāya en el budismo vajrayana.

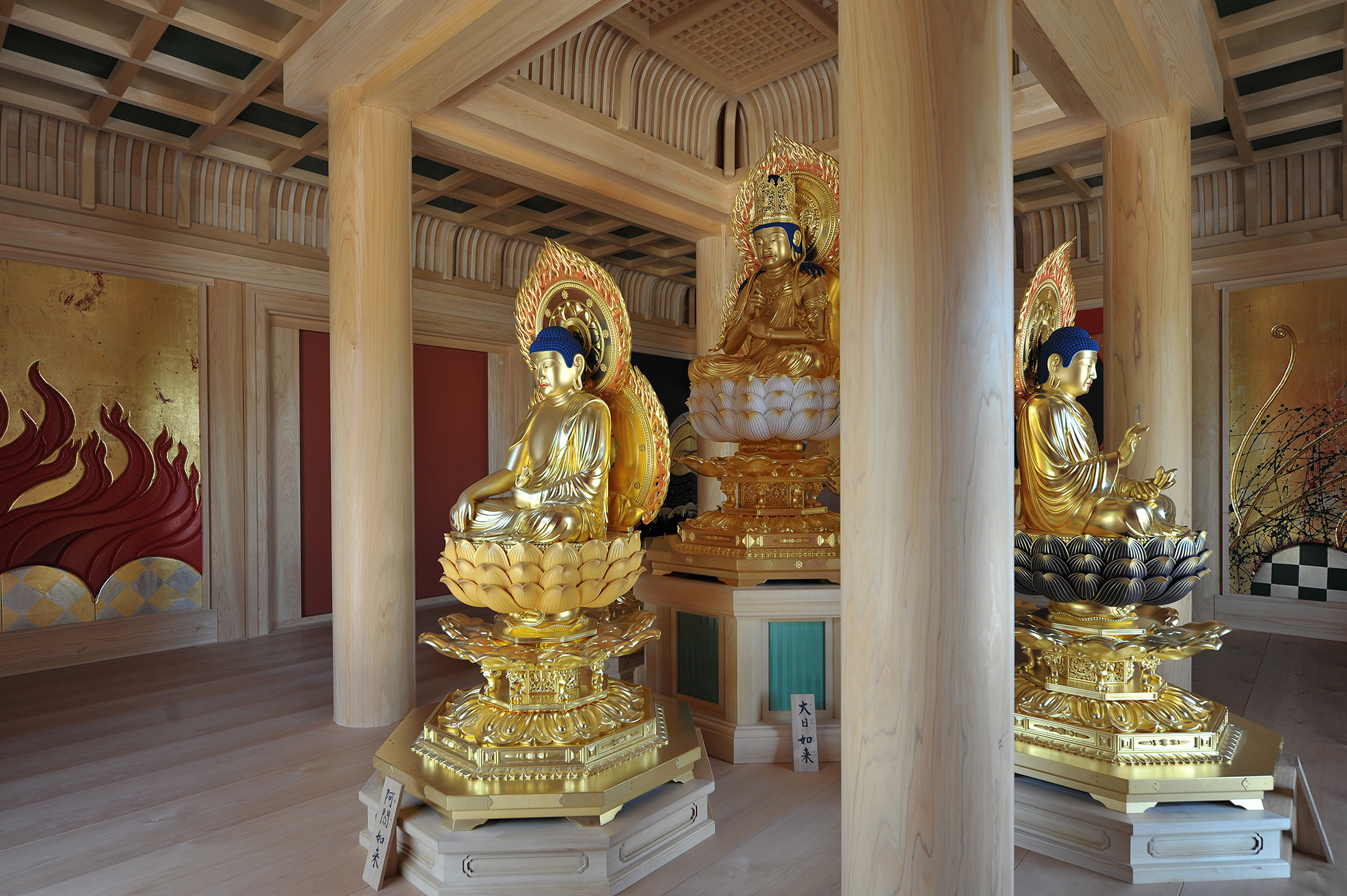
Renge-in Tanjō-ji

Se les llama ocasionalmente los "dhyani-buddhas," un término que apareció escrito por primera vez en inglés por Brian Houghton Hodgson, un residente británico en Nepal, a principios del siglo XIX, y no está documentado en ninguna fuente primaria tradicional existente. Estos cinco budas son un motivo común en los mandalas vajrayana. 
Estos cinco budas ocupan un lugar destacado en varios tantras del buddhadharma y son el objeto principal de comprensión y meditación en el budismo shingon, una escuela del buddhadharma vajrayana fundada en Japón por Kūkai. 

## Origen

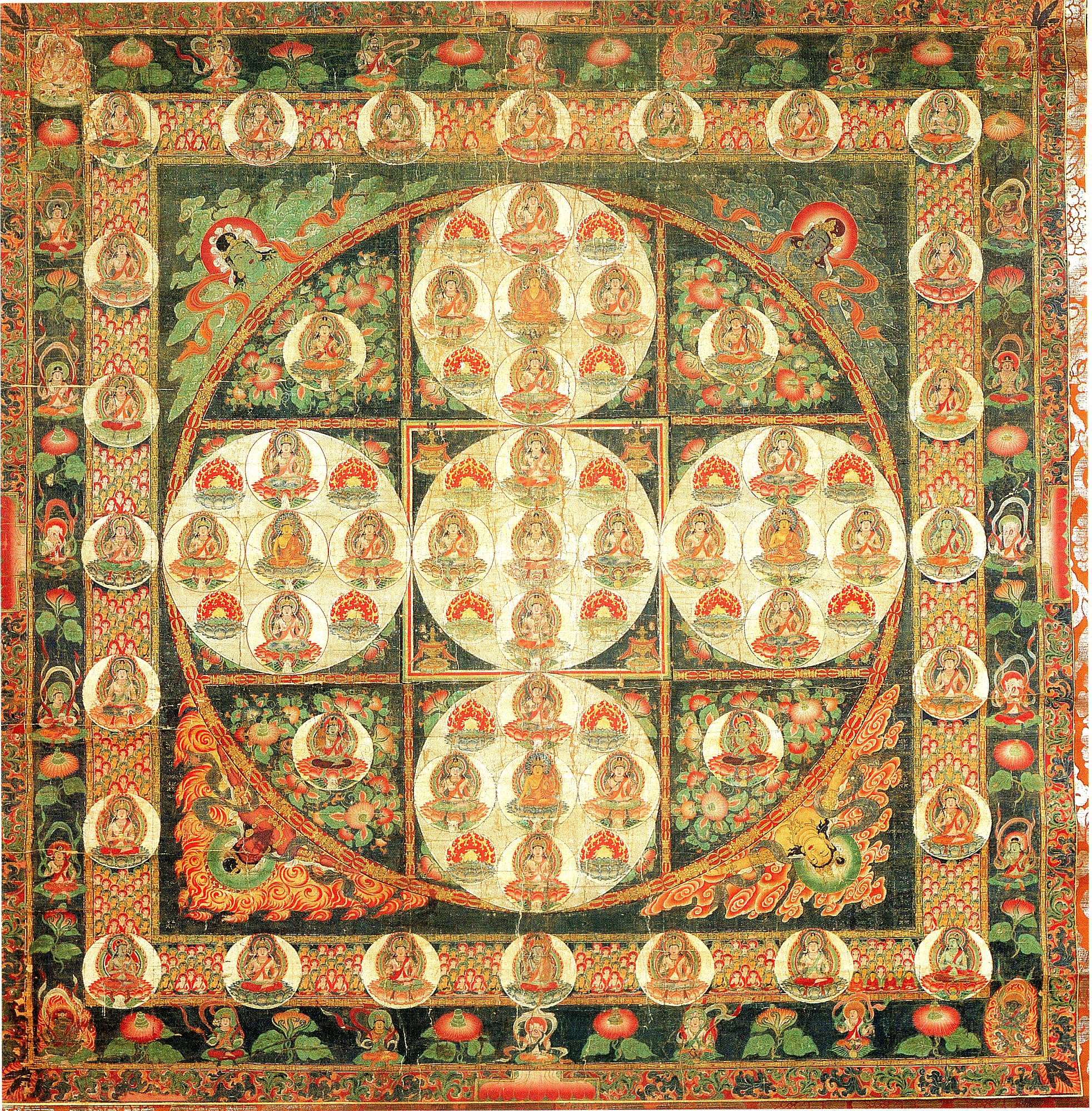
Mandala del Reino de Diamante compuesto por 81 budas, Japón, período Kamakura

Los cinco budas de la sabiduría son una evolución de los tantras budistas y más tarde se asociaron con la trikaya o teoría de los "tres cuerpos" de la budeidad. Mientras que en el Tantra Tattvasaṃgraha solo hay cuatro familias de buda, el mandala completo del Reino de Diamante con cinco budas apareció por primera vez en el Sutra Vajrasekhara. El Vajrasekhara también menciona un sexto buda, Vajradhara, "un buda (o principio) visto como la fuente, en cierto sentido, de los cinco Budas".
Los cinco budas son aspectos del "cuerpo del dharma" del dharmakaya, que encarnan el principio de la iluminación en el budismo. 
Inicialmente, dos budas parecían representar la sabiduría y la compasión: Akshobhia y Amitābha. Una distinción adicional encarnaba los aspectos del poder o actividad y el aspecto de belleza o riqueza espiritual. En el Sutra de la luz dorada, un antiguo texto mahayana, las figuras reciben el nombre de Dundubishvara y Ratnaketu, pero con el tiempo sus nombres cambiaron hasta convertirse en Amoghasiddhi y Ratnasambhava. La figura central pasó a llamarse Vairochana. 
Cuando estos Budas son representados en mandalas, es posible que no siempre tengan el mismo color o que estén relacionados con las mismas direcciones. En particular, Akshobhia y Vairocana pueden aparecer intercambiados. Cuando se representan en un mandala de Vairocana, los budas se organizan de la siguiente manera: 
|                  | Amoghasiddhi (norte)                     |                  |
| Amitābha (oeste) | Vairocana (deidad principal / meditador) | Akshobhia (este) |
|                  | Ratnasambhava (sur)                      |                  |

## Cualidades
Existe un gran número de asociaciones con cada elemento del mandala, de modo que el mandala se convierte en un código cifrado, un instrumento mnemónico de pensamiento visual  y un mapa conceptual: un vehículo para comprender y decodificar la totalidad del Dharma. Algunas de las asociaciones incluyen: 
| Familia / Buda        | Color ← Elemento → Simbolismo      | Cardinalidad → Sabiduría → Adjuntos → Gestos                        | Medios → Mala adaptación al estrés      | Estación  | Sabiduría                                                                                                  |
| --------------------- | ---------------------------------- | ------------------------------------------------------------------- | --------------------------------------- | --------- | --- |
| Buda / Vairocana      | blanco ← espacio → rueda           | centro → todo complaciente → rūpa → Enseñar el Dharma               | Girar la Rueda del Dharma → ignorancia  | n/a       | 法界 体 性 智, Hokkai taishō chi: La sabiduría de la esencia del mudra de meditación del reino del dharma. |
| Karma / Amoghasiddhi  | verde ← aire, viento → doble vajra | norte → que lo logra todo → formación mental, concepto → intrepidez | proteger, destruir → envidia, celos     | verano    | 成 所作 智, Jōshosa chi: La sabiduría de la práctica perfecta.                                             |
| Padma / Amitābha      | rojo ← fuego → loto                | oeste → inquisitivo → percepción → meditación                       | magnetizar, subyugar → egoísmo          | primavera | 妙 観 察 智, Myōkanza chi: La sabiduría de la observación.                                                 |
| Ratna / Ratnasambhava | oro / amarillo ← tierra → joya     | sur → ecuánime → sentimiento → dar                                  | enriquecer, aumentar → orgullo, codicia | otoño     | 平等性智, Byōdōshō chi: La sabiduría de la ecuanimidad.                                                    |
| Vajra / Akshobhia     | azul ← agua → cetro, vajra         | este → no dualista → vijñāna → humildad                             | pacificar → agresión                    | invierno  | 大 円 鏡 智, Daienkyō chi: La sabiduría de la reflexión.                                                   |

Los cinco Tathagathas están protegidos por cinco Reyes de la Sabiduría, y en Japón con frecuencia se les presenta juntos en el Mandala de los Dos Reinos y en el Mantra Shurangama revelado en el Śūraṅgama Sūtra. Se les representa a menudo a cada uno con consortes y presidiendo sobre sus propias tierras puras. En el este de Asia, la aspiración de renacer en una tierra pura es el punto central del budismo de la tierra pura. Aunque los cinco Budas tienen tierras puras, parece que solo el Sukhavati de Amitābha, y en mucho menor grado el Abhirati de Akshobhia (donde se dice que habitan grandes maestros como Vimalakirti y Milarepa) atrajeron aspirantes. 
| Buda (Skt)    | Consorte           | Bodhisattva Dhyani | Tierra pura                              | Bīja   |
| ------------- | ------------------ | ------------------ | ---------------------------------------- | ------ |
| Vairocana     | Dharmadhatvishvari | Samantabhadra      | tierra pura central Akanistha Ghanavyuha | [Vam]] |
| Akshobhia     | Locanā             | Vajrapani          | tierra pura del este Abhirati            | Hum    |
| Amitābha      | Pandara            | Avalokiteśvara     | tierra pura occidental Sukhavati         | Hrih   |
| Ratnasaṃbhava | Mamaki             | Ratnapani          | tierra pura del surShrimat               | Tram   |
| Amoghasiddhi  | Tara verde         | Viśvapāni          | tierra pura del norte Prakuta            | Ah     |